# Svatý Sabbas
Sabbas Gótský (také Sáva Gótský, Savva, Saba) (333 nebo 334? Buzău – 12. dubna 372, Buzău, Dácie dnešní Rumunsko) byl příslušníkem kmene Gótů, křesťanský mučedník a světec. Během pronásledování křesťanů za vlády Athanaricha se otevřeně hlásil ke své víře, za což nakonec zemřel mučednickou smrtí.

## Mládí
Narodil se v roce 333 nebo 334 v neznámé vesnici v údolí řeky Buzău. Se svým kmenem žil na území Valašska v dnešním Rumunsku. V jeho mládí ariánský biskup Wulfila kázal křesťanství mezi Góty a Sabbas byl jeho kázáním velmi ovlivněn, proto konvertoval ke křesťanství. a stal se knězem. Poté sloužil jako lektor knězi Sansalovi v městě Târgoviște.

## Pronásledování
V letech 369 až 372 pronásledoval tervingský král Athanarich křesťany na svém území. V době, kdy Athanarichovo vojsko přišlo do vesnice, kde žil Sabbas, byli vesničané nucení provádět pohanský rituál, jíst maso obětované pohanským modlám. Křesťanští vesničané se snažili s nekřesťanskými sousedy obětované maso zaměnit za neobětované, ale Sabbas odmítal maso veřejně, za což byl vesničany vyhnán z vesnice. Po nějaké době mu vládce vesnice umožnil se vrátit. Brzy svou vírou znovu ohrožoval vesnici, jeho přesvědčení bylo silné. Vesnice byla znovu vystavena Athalarichovu pronásledování, když Athalarichovi sluhové měli během hostiny odhalovat křesťany při niž kmen společně přísahal, že mezi nimi není žádný křesťan, i když se jednalo o lež. Sabbas, ale nechtěl svou víru praktikovat v tajnosti, proto vystoupil a otevřeně prohlásil, že kmen přísahal falešně a on sám se hlásil ke křesťanství.

## Mučednická smrt
Pronásledování Sabbase bylo čím dál tím intenzivnější. V roce 372 Sabbas s knězem Sansalem slavili Velikonoce, krátce nato do vesnice dorazil Athalarichův, podřízený regionální náčelník Atharid. Sabbas i se Sansalem byli zatčeni. Oba byli mučeni tažením za vozem přes trní a bití holemi Další den bylo Sabbasovi nabídnuto znovu obětní maso, ale odmítl provést tento pohanský rituálů, a proto jej Atharid odsoudil k smrti. Svým vojákům nařídil, aby ho hodili do řeky Musacus (nynější řeka Buzău), která je přítokem Dunaje. Když šel s vojáky k řece, chválil Boha po celou cestu, přičemž poukazoval na pohanské způsoby svých věznitelů. Vojáci zvažovali, zda není šílený a chtěli ho nechat jít s tím, že se to Atharid nikdy nedozví. Sabbas odmítl a vyzval je, aby konali svou povinnost. S oprátkou kolem krku ho hodili do proudu řeky. Sabbas byl umučen v době panování císaře Valentiniana a Valense, v době působení římského politika Domitia Modesta a Arintha, tedy v roce 372. Jeho ostatky byly vyloveny z řeky a skryté křesťany do doby, než mohly být převezeny na bezpečné místo na území pod kontrolou římského impéria, kde je převzal biskup Ascholius ze Soluně.
V letech 373 nebo 374 požádal sv. Basileios Veliký vojenského vůdce Julia Sorana, který vládl území Scythia Minor, aby mu poslal z Dácie do Kappadokie ostatky svatých, mezi nimiž byl i svatý Sabbas Gótský.